# Jock Hoe
Jock Hoe   (Te Kuiti, 6 de juliol de 1929 - Christchurch, 29 de juliol de 2016), a vegades conegut com John Hoe, va ser un matemàtic i sinòleg neozelandès.

## Vida i Obra
Hoe va néixer a Te Kuiti, però va créixer a Wanganui, a on es van traslladar els seus pares, immigrants cantonesos, i els seus nou germans i on va ser escolaritzat. El 1950 es va graduar en matemàtiques a la universitat d'Otago i l'any següent va obtenir el màster a la universitat Victòria de Wellington, abans d'obtenir el títol de professor a l'Institut Pedagògic d'Auckland. Després d'un curs donant classe al seu antic col·legi de Wanganui, va decidir que volia estudiar matemàtiques a Cambrdige. El 1953 va ser admès al Corpus Christi College de Cambridge on passa els exàmens de matemàtiques i obté un títol d'estadística matemàtica. A continuació és professor a París, donant classes d'estadística a enginyers, i a la universitat Malaia de Kuala Lumpur.
El 1963 torna al seu país i és nomenat professor d'estadística i de matemàtiques aplicades a la universitat Victòria. Durant aquest temps, els estius viatja a París per preparar la seva tesi doctoral amb el sinòleg francès Jacques Gernet, i el 1976 defensa a la universitat de París la seva tesi doctoral que consisteix en una traducció i comentaris del llibre de Zhu Shijie El mirall de jade de les quatre incògnites (1303). El 1977 en publica una versió resumida (343 pàgines) al Collège de France.
El 1982 abandona la universitat Victòria per anar a Xangai, on fa de professor d'anglès. Després d'uns anys a Xangai, retorna al seu país per a ser professor de xinès al Politècnic de Christchurch fins a la seva jubilació. Després de la seva jubilació va estar preparant una traducció a l'anglès de la seva tesi doctoral que va publicar el 2007 amb el títol de The Jade Mirror of the Four Unknowns by Zhū Shìjié
També va ser l'editor i traductor a l'anglès de les obres de Ba Jin.